# Pasembur
Pasembur és una amanida típica de Malàisia que conté cogombre ratllat, patata, tofu, nap, brots de soja, bunyols de gambes, cranc fregit picant i calamars fregits o altres mariscs. El conjunt s'amaneix amb una salsa de fruits secs dolça i picant.

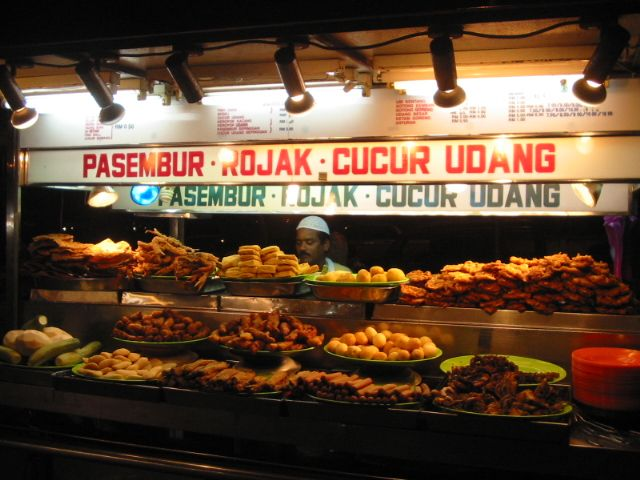
Parada al carrer de pasembur

El terme pasembur és propi del nord de la Malàisia peninsular i també s'associa amb la ciutat de George Town. En altres parts de Malàisia se l'anomena mamak rojak i a Singapur Indian rojak.